# Molécule linéaire
Cet article court présente un sujet plus développé dans : Géométrie moléculaire linéaire.
Une molécule linéaire est une molécule ou un ion polyatomique dont les centres des atomes sont alignés. Il s'agit :
- de toutes les molécules diatomiques : H2, CN−, O2, HCl, etc. ;
- d'un assez grand nombre de molécules triatomiques : CO2, BeF2, KrF2, XeF2, etc. ;
- de quelques molécules constituées d'au moins quatre atomes : C2H2, par exemple.